# Mylia
Mylia ist eine Moosgattung der Ordnung Jungermanniales. Sie bildet alleine die Familie Myliaceae. Der Gattungsname ehrt den deutsch-holländischen Arzt und Dichter Wilhelm Mylius (1674–1748).

## Merkmale
Die Pflanzen haben rundliche bis verlängerte Flankenblätter. Die Unterblätter sind lanzettlich. Sie bilden ovale Brutkörper. Die Laminazellen der Flankenblätter weisen in den Ecken Verdickungen auf. Die Ölkörper in den Zellen sind groß und setzen sich aus kleinen Öltröpfchen zusammen.

## Systematik
Mylia ist die einzige Gattung der Familie Myliaceae und wird in die Ordnung Jungermanniales gestellt. In Europa ist sie mit zwei Arten vertreten, die auch in Deutschland vorkommen:
- Mylia anomala (Moor-Dünnkelchmoos)[3]
- Mylia taylorii (Taylors Dünnkelchmoos)[3]